# 스밍더

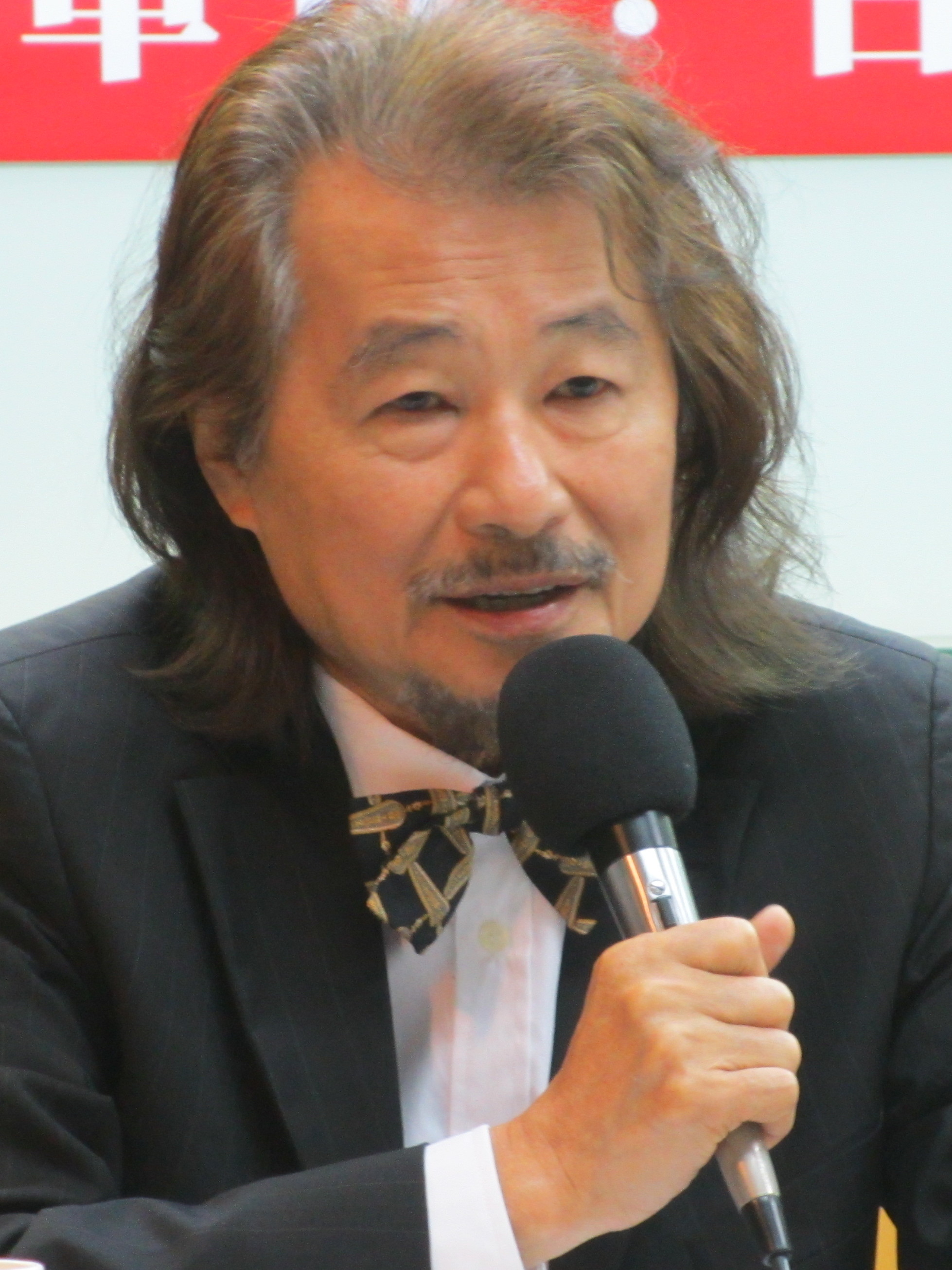
2014년 모습

스밍더(중국어: 施明德, 1941년 1월 15일 ~ 2024년 1월 15일)는 대만의 정치가이자 인권 운동가였다. 그는 한때 25년 반 동안 정치범이었다.
1962년 21세의 나이로 체포되어 중국국민당 정부를 전복할 의도로 '대만 독립 연맹'(연구 단체)을 창설한 혐의로 스밍더는 종신형을 선고 받았다. 1975년에 형이 15년으로 감형되었고 스밍더는 1977년 6월 16일에 석방되었다.
스밍더는 즉시 탕와이에 합류했으며 국민당이 당시 대만에서 유일하게 합법적으로 존재하는 정당이었기 때문에 리버티 타임스의 기자가 되었으며 미국 연구원 린다 게일 아리고(Linda Gail Arrigo)와 결혼했다. 그는 1979년 12월 10일 가오슝 사건(메이리타오 사건)으로 알려진 민주화 집회를 조직하는 데 참여한 후 스밍더를 반역죄로 기소하는 체포 영장이 발부되었고 26일 동안 도주했다. 그는 다시 체포되어 종신형을 선고 받았다. 1984년 그가 투옥되어 있는 동안 폴란드 정치인이자 노벨 평화상 수상자 레흐 바웬사가 그를 평화상 후보로 지명했다.

## 같이 보기
- 중화민국의 정치
- 메이리다오 사건